# Patty Griffin
Patricia Jean "Patty" Griffin (16 de marzo de 1964) es una cantautora estadounidense. Sus canciones han sido cantadas entre otras por Emmylou Harris, Ellis Paul, Rory Block, Dave Hause, y las Dixie Chicks.
En 2007, Griffin recibió de la Asociación de Música Americana (Americana Music Association) el premio de Artista del Año y su álbum, Children Running Through, el título de Mejor Álbum.
En 2011, su álbum de tituló Downtown Church ganó el Grammy a mejor Álbum de Gospel Tradicional.

## Comienzos

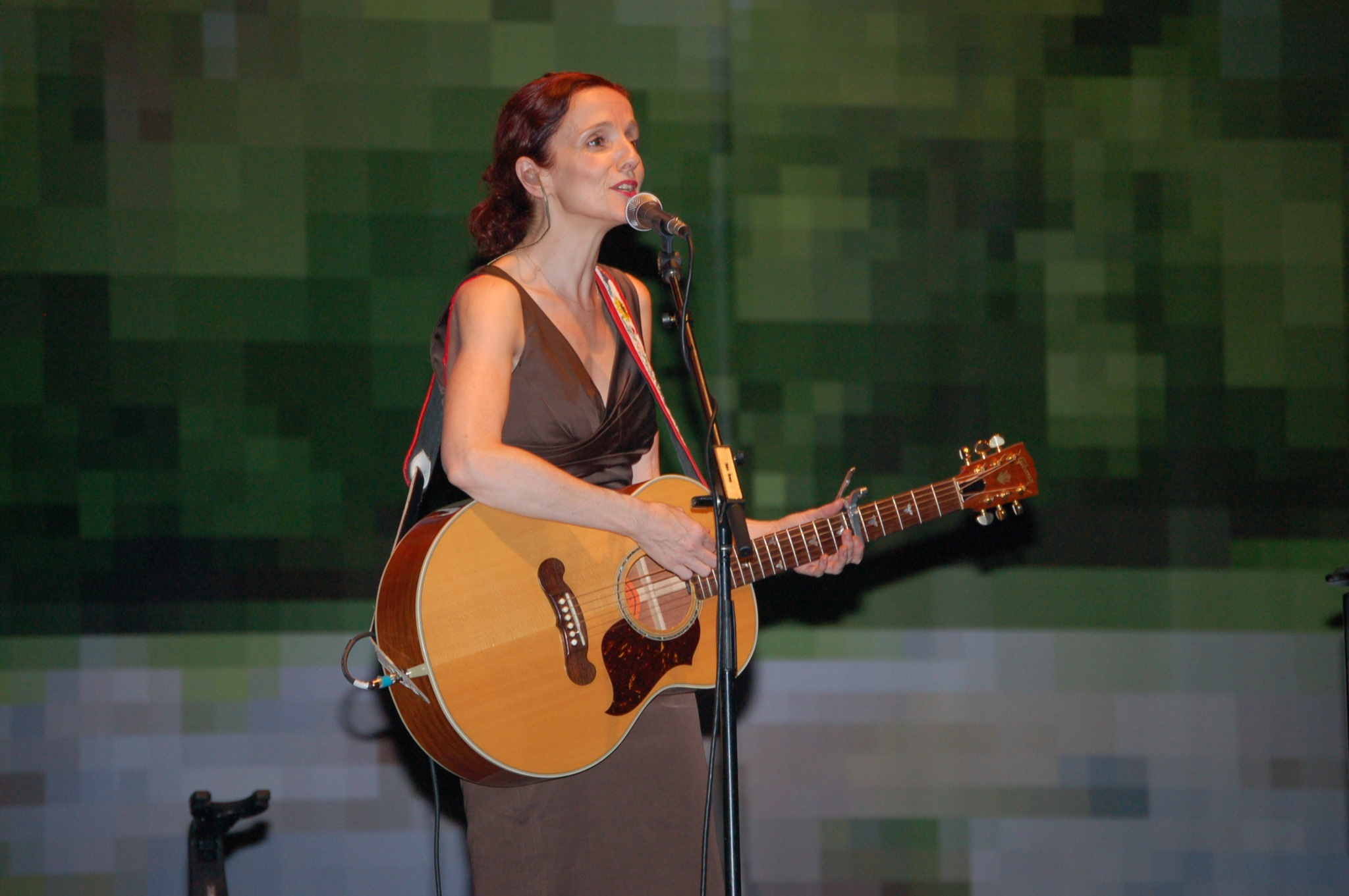
Patty Griffin en 2006

Griffin es de Old Town, Maine, Estados Unidos, cerca de la Penobscot native american reservation. Es guitarrista, pianista y vocalista. Fue la hija más joven en su familia, con seis hermanos mayores. Compró una guitarra por 50 dólares a la edad de 16 años. Cantó y tocó, pero no tuvo ninguna inclinación para llegar a ser música profesional. Después de un corto matrimonio que acabó en 1992, Griffin empezó a actuar en cafés de Boston e hizo una audición para A&M Records, que firmó con Griffin por la fuerza de su cinta demo. Cuando los registros de estudio fueron entregados a A&M, la compañía pensó en sobreproducirlos por Nile Rodgers y dieron lugar al álbum Vivir con Fantasmas.

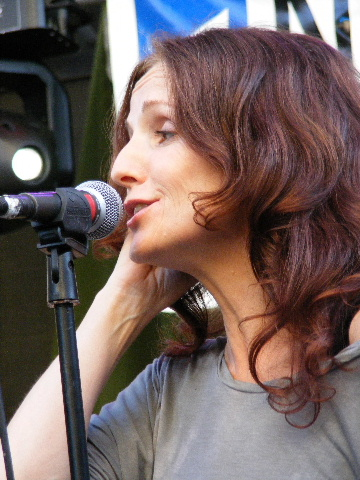
Patty Griffin en 2010

El segundo álbum de Griffin, 1998  Flaming Red  era una salida del sonido acústico de Living with Ghosts, con una mezcla de canciones dulces junto con otras en tiempo de rock. La pista de título, "Flaming Red" es un ejemplo de esto. "Tony", de este álbum, fue también presentado en el álbum benéfico Live in the X Lounge.
Su tercer registro, Silver Bell, tuvo un sonido similar a su predecesor. Fue publicado por A&M 13 años después de ser grabado (después de que se filtró al conocimiento público). El contrato con A&M acabó después de que Silver Bell estuvo grabada y fichó por Dave Matthews ATO Records. Griffin regrabó canciones de aquel álbum para publicaciones posteriores como "Making Pies", "Mother of God,"  y otras han sido versionadas por The Dixie Chicks. Copias del inédito Silver Bell fueron filtradas y pueden ser accesibles. En agosto de 2013 fue anunciado que UM planeaba publicar Silver Bell en octubre de 2013 y el productor Glyn Johns había mezclado el álbum para la nueva publicación.

## Trayectoria posterior
A continuación, publicó cuatro álbumes en ATO: 1000 Kisses (2002), A Kiss in Time (2003), Impossible Dream (2004), y Children Running Through (2007).

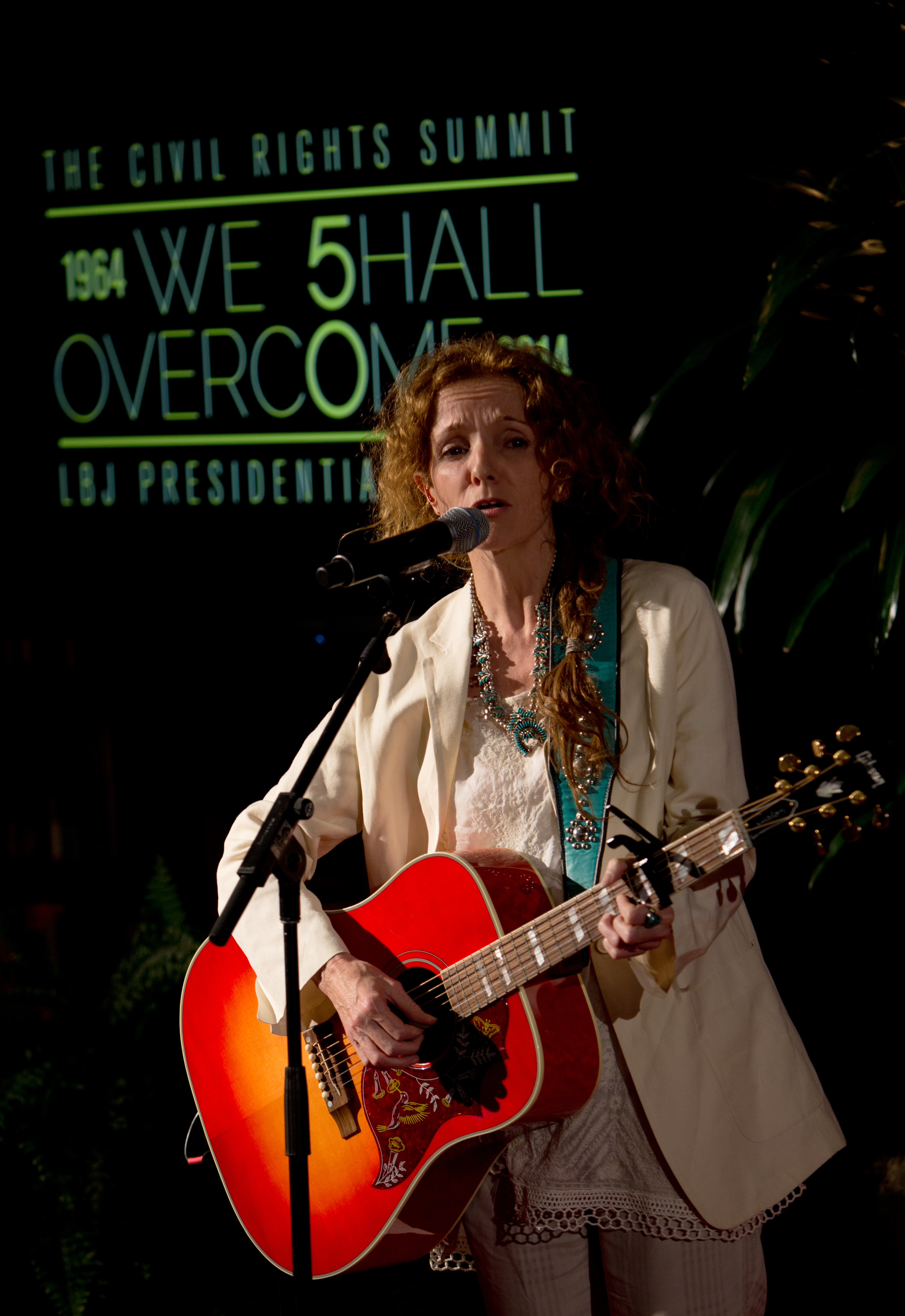
Patty Griffin en 2014

Las canciones de Griffin han sido versionadas por artistas como la irlandesa Maura O'Connell ("Long Ride Home"), Linda Ronstadt ("Falling"), las Dixie Chicks ("Truth #2," "Top of the World," "Let Him Fly"), Bette Midler, Melissa Ferrick y Missy Higgins ("Moses"), Beth Nielsen Chapman, Christine Collister, Mary Chapin Carpenter ("Dear Old Friend"), Jessica Simpson ("Let Him Fly"), Martina McBride ("Goodbye"), Emmylou Harris ("One Big Love", "Moon Song"), Bethany Joy Lenz ("Blue Sky"), The Wreckers ("One More Girl"), Keri Noble ("When it Don't Come Easy"), Joan Osborne ("What You Are"), Solomon Burke ("Up to the Mountain"), y Miranda Lambert ("Getting Ready"). Kelly Clarkson cantó "Up to the Mountain" con Jeff Beck en la guitarra en un episodio de Ídolo Americano y la grabación en directo fue publicada como sencillo inmediatamente después.En 2004, Griffin giró con Emmylou Harris, Buddy Miller, Gillian Welch y David Rawlings como la Sweet Harmony Traveling Revue. El 6 de febrero de 2007, publica Children Running Through.  Del álbum, Griffin dijo en Gibson Lifestyle, "yo sentía que me gustaba cantar lo que quise cantar y tocar como quise. No es todo oscuro y trágico. Hay una manera diferente para mí de mirar las cosas. Yendo más lejos, tendría que decir que no soy tan seria todo el tiempo." También dijo que el álbum estaba inspirado en sus días de niñez.
En 2009, Griffin, junto con Mavis Staples y The Tri-City Singers publicaron una versión de la canción "Waiting for My Child to Come Home"  en el álbum de recopilación Oh Happy Day: An All-Star Music Celebration .
En 2007, la Compañía de Teatro Atlántica produjo 10 Million Miles, un musical Off Broadway, dirigido por Michael Mayer, con la música de Griffin como banda sonora.
En septiembre de 2008, Griffin cantó "You Got Growing Up to Do" en un dúo con el artista independiente Joshua Radin en su álbum Simple Times. En octubre de 2008, cantó voces de fondo en la versión de Todd Snider de "El hijo afortunado" de John Fogerty para el álbum de Peace Queer de Snider. En febrero de 2009, apareció en el álbum Feel That Fire, de Dierks Bentley, en un dúo en la canción "Beautiful World". En 2009, Griffin, junto con Mavis Staples y Tri-City Singers, lanzaron una versión de la canción "Esperando a que mi hijo vuelva a casa" en el álbum recopilatorio "Oh Happy Day: An All-Star Music Celebration".
La colaboración con Staples llevó a Peter York de EMI a sugerir a Griffin que hiciera un álbum de canciones de góspel. Griffin estuvo de acuerdo con la condición de que su amigo y compañero de banda Buddy Miller produjera el disco. El álbum, Downtown Church (su sexto álbum de estudio), grabado en la Downtown Presbyterian Church en Nashville, fue lanzado el 26 de enero de 2010.  En el álbum participan Shawn Colvin, Emmylou Harris y otros viejos amigos de Griffin, Buddy y Julie Miller, y contiene canciones de Hank Williams, Willie Mae "Big Mama" Thornton y el tema "Todas las criaturas de nuestro dios y el rey" (acreditado a San Francisco de Asís).
En julio de 2010, Robert Plant realizó una gira por los Estados Unidos con Band of Joy (repitiendo el nombre de su banda en la década de 1960), con Griffin como vocalista de apoyo y cantante y el guitarrista Buddy Miller, el multinstrumentista y vocalista Darrell Scott, el bajo y vocalista. Byron House, y el batería, percusionista y vocalista Marco Giovino. También aparece en el álbum en solitario de Plant, Band of Joy, lanzado en septiembre de 2010 por Rounder Records. En 2014, Griffin se separó de Plant después de una larga relación; habían vivido juntos y dividido su tiempo entre Austin, Texas e Inglaterra.

## Instrumentos
- 1965 Gibson J-50 Guitar
- 1993 Gibson J-200 Junior Guitar[7]

## Discografía

### Álbumes de estudio
| Living with Ghosts       | - Fecha de lanzamiento: 21 de mayo de 1996 - Discográfica: A&M Records - Formatos: CD, casete                                     | —   | — | — | — | —  | — |  |  |  |  |  |  |  |
| Flaming Red              | - Fecha de lanzamiento: 23 de junio de 1998 - Discográfica: A&M Records - Formatos: CD, casete                                    | —   | — | — | — | —  | — |  |  |  |  |  |  |  |
| 1000 Kisses              | - Fecha de lanzamiento: 9 de abril de 2002 - Discográfica: ATO Records - Formatos: CD, casete                                     | 101 | — | — | — | —  | — |  |  |  |  |  |  |  |
| Impossible Dream         | - Fecha de lanzamiento: 20 de abril de 2004 - Discográfica: ATO Records - Formatos: CD, music download                            | 67  | — | — | — | —  | — |  |  |  |  |  |  |  |
| Children Running Through | - Fecha de lanzamiento: 6 de febrero de 2007 - Discográfica: ATO Records - Formatos: CD, music download                           | 34  | — | — | 2 | —  | 5 |  |  |  |  |  |  |  |
| Downtown Church          | - Fecha de lanzamiento: 26 de enero de 2010 - Discográfica: Credential Recordings - Formatos: CD, music download                  | 38  | 1 | 1 | — | 7  | 8 |  |  |  |  |  |  |  |
| American Kid             | - Fecha de lanzamiento: 7 de mayo de 2013 - Discográfica: New West Records - Formatos: CD, LP, music download                     | 36  | — | 4 | 5 | 11 | 3 |  |  |  |  |  |  |  |
| Silver Bell              | - Fecha de lanzamiento: 8 de octubre de 2013 - Discográfica: A&M Records, UMe - Formatos: CD, LP, music download                  | 64  | — | 5 | — | 22 | — |  |  |  |  |  |  |  |
| Servant of Love          | - Fecha de lanzamiento: 25 de septiembre de 2015 - Discográfica: Self-released / Thirty Tigers - Formatos: CD, LP, music download | 68  | — | — | — | —  | — |  |  |  |  |  |  |  |
|                          | |     |   |   |   |    |   |  |  |  |  |  |  |  |

### Álbumes en directo
| Title                                     | Details |
| ----------------------------------------- | --- |
| A Kiss in Time                            | - Fecha de lanzamiento: 7 de octubre de 2003 - Discográfica: ATO Records - Formatos: CD, casete                     |
| Patty Griffin: Live from the Artist's Den | - Fecha de lanzamiento: 9 de septiembre de 2008 - Discográfica: Artists Den Records - Formatos: Music download, DVD |

### Otras contribuciones
- Lilith Fair: A Celebration of Women in Music (1998) – "Cain" (recorded live during the 1997 tour)
- Live at the World Café: Vol. 15 - Handcrafted (2002, World Café) – "Rain"
- 107.1 KGSR Radio Austin – Broadcasts Vol.10 (2002) – "Rain"
- Elizabethtown Soundtrack (2005, RCA Records) – "Long Ride Home", "Moon River"
- Oh Happy Day (2009, EMI Gospel/Vector Recordings) – "Waiting for My Child To Come Home" (with Mavis Staples and The Tri-City Singers)
- Live at the World Cafe: Vol. 5 (1997, World Cafe Records) – "Every Little Bit"
- Live at the World Cafe: Vol. 16 – Sweet Sixteen  (World Cafe Records) – "Makin' Pies"